# Lépisosté osseux
Lepisosteus osseus
Espèce
Statut de conservation UICN

 LC  : Préoccupation mineure
Synonymes
Voir texte.
Synonymes
- Esox osseus Linnaeus, 1758[1] [2] [3]
- Esox viridis Gmelin, 1789[2] [3]
- Lepidosteus ayresii Duméril, 1870[2] [3]
- Lepidosteus bison DeKay, 1842[2] [3]
- Lepidosteus clintonii Duméril, 1870[2] [3]
- Lepidosteus copei Duméril, 1870[2] [3]
- Lepidosteus crassus Cope, 1865[2] [3]
- Lepidosteus elisabeth Duméril, 1870[2] [3]
- Lepidosteus gracilis Richardson, 1836[2] [3]
- Lepidosteus harlani Duméril, 1870[2] [3]
- Lepidosteus horatii Duméril, 1870[2]
- Lepidosteus lamarii Duméril, 1870[2]
- Lepidosteus leptorhynchus Girard, 1858[2]
- Lepidosteus lesueurii Duméril, 1870[2]
- Lepidosteus louisianensis Duméril, 1870[2]
- Lepidosteus milberti Duméril, 1870[2]
- Lepidosteus mulberti Duméril, 1870[2]
- Lepidosteus otarius Cope, 1865[2]
- Lepidosteus piquotianus Duméril, 1870[2]
- Lepidosteus rostratus Cuvier, 1836[2]
- Lepidosteus smithi Duméril, 1870[2]
- Lepidosteus smithii Duméril, 1870[2]
- Lepidosteus thompsoni Duméril, 1870[2]
- Lepidosteus thompsonii Duméril, 1870[2]
- Lepidosteus treculi Duméril, 1870[2]
- Lepidosteus troostii Duméril, 1870[2]
- Lepisosteus gavial Lacepède, 1803[2]
- Lepisosteus gavialis Lacepède, 1803[2]
- Lepisosteus gracilis Richardson, 1836[2]
- Lepisosteus huronensis Richardson, 1836[2]
- Lepisosteus lineatus Thompson, 1842[2]
- Lepisosteus longirostris Rafinesque, 1820[2]
- Lepisosteus oxyurus Rafinesque, 1820[2]
- Lepisosteus stenorhynchus Rafinesque, 1818[2]
- Lepisosteus treculii Duméril, 1870[2]
- Macrognathus loricatus Gronow, 1854[2]
- Sarchirus argenteus Rafinesque, 1820[2]
- Sarchirus vittatus Rafinesque, 1818[2]

Statut de conservation UICN

 LC  : Préoccupation mineure

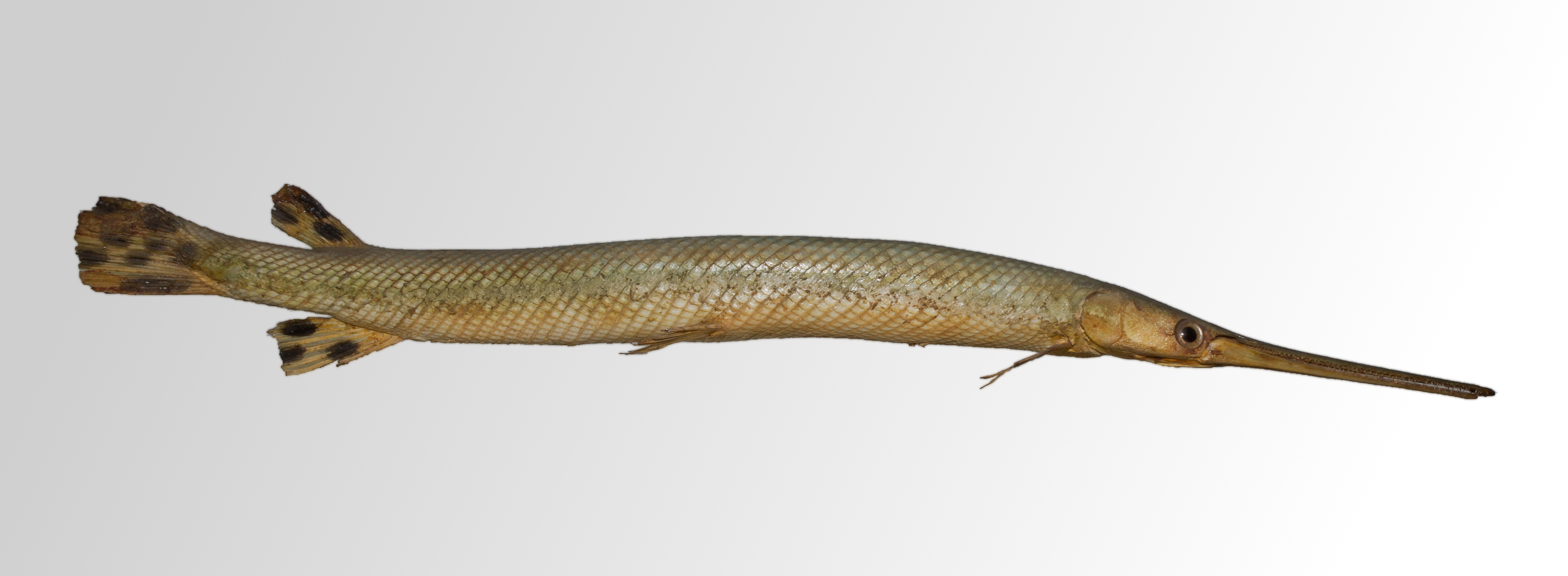
Lepisosteus osseus - MHNT

Le lépisosté osseux (Lepisosteus osseus) est une espèce de poissons de la famille des Lepisosteidae, vivant en Amérique du Nord, dont les œufs ont la particularité d’être toxiques.

## Appellations vernaculaires
- En français : lépisostée, lépisosté osseux, poisson armé, brochet-lance (à long nez), garpique longnez, chaousarou
- En anglais : (northern) longnose gar, (common) garpike, gar, billfish, northern mailed fish, needlenose gar.
- En espagnol : catán aguja, gaspar picudo, lepisósteo óseo

Étymologie : Lepisosteus : écaille d’os ; osseus : osseux

## Identification
Le lépisosté osseux est un grand poisson allongé et cylindrique qui mesure habituellement entre 60 et 90 cm. Le museau est typiquement mince, très effilé au bout arrondi et muni de 1 400 petites dents acérées. Les narines sont disposées au bout du museau, qui dépasse largement la mâchoire inférieure. Les nageoires sont marquées de grands points foncés. La nageoire dorsale, unique, haute mais à base courte, est insérée loin en arrière. La caudale est arrondie. Les écailles sont modérément grandes, épaisses, osseuses (ganoïdes), non imbriquées mais articulées avec rainures et languettes, formant ainsi une véritable armure. On compte 61 à 65 écailles le long de la ligne latérale. Les vertèbres des lépisostés sont remarquables et uniques en ce qu’elles sont convexes à l’avant et concaves à l’arrière.
L’adulte est brun ou vert foncé sur le dos et les flancs supérieurs, les faces latérales sont vert pale ou argent mêlé de blanc en dessous. Le corps porte des taches éparpillées d’égales grandeurs, surtout à partir des pelviennes vers l’arrière. Les jeunes portent une longue bande latérale sinueuse, brune ou noire, à partir du museau jusqu’à la caudale. Cette bande disparaît graduellement par endroits en laissant de gros points.

## Habitat
Le lépisosté osseux affectionne les zones herbeuses et peu profondes des lacs, des grandes rivières aux eaux chaudes, les réservoirs, les bayous et les estuaires. Il s’aventure aussi en eaux saumâtres mais très rarement en milieu marin. Les jeunes préfèrent se cacher et chasser dans les remous autour de végétaux submergés.
D’octobre à avril, le lépisosté osseux cherche les grandes profondeurs des rivières pour passer l’hiver : il reste alors presque complètement immobile, ne remontant ni pour respirer, ni pour se nourrir.

## Distribution
Le lepisosté osseux est largement distribué en Amérique du Nord, principalement dans l’Est : ainsi, on le retrouve dans les eaux du fleuve Saint-Laurent au Québec au Nord, le long des côtes américaines, dans tous les Grands Lacs (excepté le Lac Supérieur) jusqu’au centre de la Floride, jusqu’au Montana et le Wyoming à l'ouest, et le Texas et le Nord du Mexique au sud.

## Reproduction et croissance

### Fraies
Les mâles sont sexuellement matures vers 3 ou 4 ans, les femelles ne le sont que vers 6 ans. La montaison coïnciderait avec les crues de printemps : en effet, les lépisostés fraient en groupe à la fin du printemps, d’avril à août selon les régions, en eau douce, dans les régions peu profondes des lacs et des grandes rivières. Ils utilisent un nid rudimentaire, sans le construire réellement, à une profondeur de 2 pieds (60 cm) sur fond recouvert de tiges courtes de plantes aquatiques. Durant la fraie, une femelle est habituellement accompagnée de 2 à 4 mâles, jusqu’à 15. Lorsque la femelle est prête, elle les entraîne dans un mouvement elliptique une quinzaine de minutes avant la ponte. Pendant ce temps, les mâles frôlent du museau les surfaces ventro-latérales de la femelle et remontent fréquemment à la surface. Finalement, le groupe se stabilise, la tête en bas avant de libérer violemment les œufs et le sperme. Une femelle pond en moyenne 27,800 œufs (jusqu’au record de 77,156 œufs chez un lépisosté de Floride de 142 cm). Lepisosteus osseus ne fait preuve d'aucune attention parentale, mais des études ont montré qu’il pouvait pondre dans les nids de l'achigan à petite bouche (Micropterus dolomieu), le mâle de l'achigan protégeant alors les œufs du lépisosté en plus des siens. (Goff, 1984).

### Les œufs, les juvéniles et la croissance
Les œufs sont de grande taille, 2 à 3 mm et de coloration vert foncé. Ils sont visqueux et se collent à la végétation aquatique peu après la ponte. Les œufs éclosent en 3 à 9 jours dans des eaux chaudes. Les jeunes lépisostés mesurent 8 à 10 mm à l’éclosion et possèdent un bourrelet adhésif qui leur permet de se fixer à la végétation jusqu’à ce qu’ils aient consommé le sac vitellin (vers 9-11 jours). Ils mesurent alors 18 à 20 mm, peuvent se maintenir à l’horizontale, prennent leur première respiration aérienne et commencent à se nourrir.
Les jeunes croissent très rapidement, jusqu’à 6 fois plus vite que tout autre espèce de poissons d’eau douce de l'Amérique du Nord : des études en aquarium ont montré qu’ils gagnaient ainsi 3,3 mm et 1,8 g par jour pourvu que la nourriture soit abondante (Riggs and Moore, 1960). Le lépisosté osseux peut ainsi atteindre une taille considérable, le record de pêche étant un spécimen d'1,8 m et de 22,8 kg, capturé au Texas le 30 juillet 1954.
Il existe une différence de croissance selon les sexes : les femelles croissent plus rapidement, atteignent une taille plus importante et vivent plus longtemps que les mâles. Si le ratio mâles/femelles atteint 262/100 en début de vie, il tombe à 8/100 à 10 ans. Ainsi, les femelles peuvent atteindre 20 ans quand les mâles ne dépassent à peine la dizaine d’années. Le record de longévité serait de 36 ans en captivité (fishbase)

## Quelques éléments de biologie

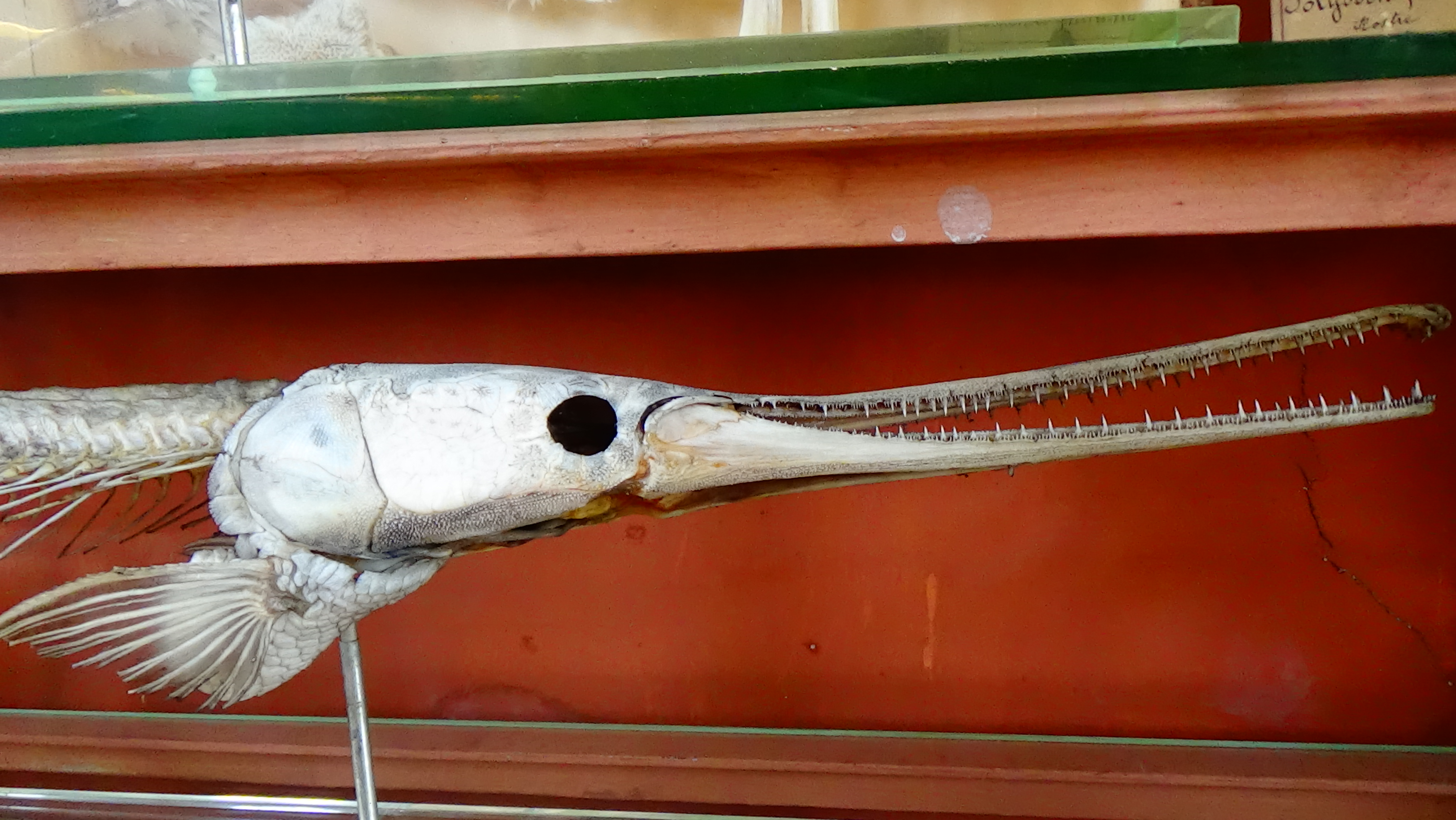
Lepisosteus osseus - squelette mnhn Paris

### Chasse
Plus actif la nuit que le jour, il chasse à l’affût dans les hauts-fonds tranquilles et herbeux des eaux chaudes de lacs ou de grandes rivières pour capturer plusieurs espèces de poissons : perchaude, crapets et achigans (Centrarchidae), meuniers et suceurs (Catostomidae), perches et dards (Percidae), barbottes et barbues (Ictaluridae) et Cyprinidés. Le Lépisosté complète son régime par des grenouilles, des petits mammifères (musaraigne), des crustacés… Les très petits Lepisosteus se nourrissent d’invertébrés, surtout de larves d’insectes aquatiques. Ils deviennent très rapidement piscivores, les poissons constituant 59 à 88 % du régime alimentaire de l’adulte.
Contrairement aux autres lépisostés qui mangent des organismes vivants et morts, le lépisosté osseux ne consomme que des proies vivantes et n’est donc pas considéré comme un nécrophage.

### Capacités respiratoires
Les lépisostés, comme cette espèce, ont la capacité de respirer l’air à la surface grâce à la modification de la vessie natatoire en vessie gazeuse : l’épithélium s’y est soulevé en replis richement vascularisés, permettant des échanges gazeux en milieu aérien. Ce poumon primitif leur permet de survivre aisément dans les étangs d’eaux stagnantes, les marécages et les canaux dans la partie sud de leur aire de répartition, voire de survivre plusieurs heures hors de l’eau.

### Prédation et parasitisme
Ce sont surtout les juvéniles de l’espèce qui subissent la prédation, en particulier par des poissons plus gros. Les adultes, de par leur grande taille et leurs écailles ganoïdes, ont peu de prédateurs, sauf éventuellement lorsqu’ils sont hors de l’eau. Dans les régions les plus au sud de la présence du Lépisosté, des observateurs ont relevé des prises de Lepisosteus osseus par les alligators (Alligator mississippiensis), mais des études suggèrent qu’il ne s’agit alors que d’événements opportunistes. (McCormack, 1967)
Le lepisosté osseux peut être parasité par des trématodes, des cestodes, des nématodes, des acanthocéphales et par des crustacés. Il est aussi l’hôte du glochidium d’une moule de commerce importante, Lampsilis teres. Ainsi, on infecte artificiellement les lepisostés pour propager la moule.

## Rapport avec l’Homme: nuisances, pêche commerciale et sportive
Malgré cette utilité certaine, les adjectifs pour qualifier le lépisosté osseux sont les mêmes : malfaisant, destructeur, sans valeur, nuisible. Les adultes sont en effet connus pour endommager les filets destinés à pêcher d’autres poissons. De plus, sa chair ne présente aucun attrait particulier. Mais on lui reproche surtout de consommer des poissons de friture ou d’intérêt. Le lépisosté est probablement une espèce vorace, consommant volontiers les poissons de sport et de friture mais il peut n’être qu’une espèce opportuniste, et d’autre part, il est possible que son impact sur les espèces de valeur ait été grandement surestimé. En effet, dans le lac Texoma, 84 % des proies des juvéniles seraient des Menidia beryllina, les poissons de sport constituant moins de 1 % du régime alimentaire (Eschelle, 1968). Mieux, le lépisosté contrôlerait même la surpopulation de perches jaunes (Niemuth et al., 1959).
Par ailleurs, le lépisosté osseux a mauvaise réputation à cause de ses œufs, toxiques pour tous les mammifères, et donc pour l’être humain et pour les oiseaux. Ils provoquent de sévères malaises chez les grands animaux et causent la mort des plus petits. Toutefois, les œufs ne semblent pas toxiques pour les poissons puisqu’ils ont été retrouvés dans des contenus stomacaux.
Commercialement, le lépisosté osseux n’a pour ainsi dire aucun intérêt pécuniaire : sa chair est fade et ses dérivés limités.
Par contre, il présente un certain intérêt sportif. N’étant protégé par aucune réglementation, et bien que classé par FishBase en « très haute vulnérabilité », le lépisosté osseux se pêche à la ligne et à l’hameçon, au lacet et à la foëne.